# Художня школа Джей Джей
Школа мистецтв імені сера Джамсетджі Джіджібгоя ( Sir JJ School of Art ) є найстарішим мистецьким закладом у Мумбаї, Індія, філією Мумбайського університету. Надає ступінь бакалавра (BFA) з живопису, кераміки, металообробки, дизайну інтер'єру, текстильного дизайну та скульптури, а також ступінь магістра (MFA) з портрета, творчого живопису, фресок, скульптури та гравюри.

## Історія

### Заснування та початкові роки роботи

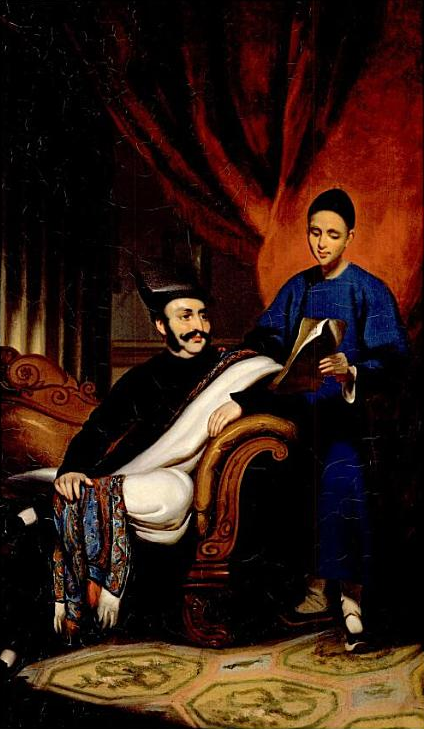
Портрет сера Джамсетджі Джіджібгоя та його китайського секретаря (1783–1859) у Художній школі Джей Джей

Школа, заснована в березні 1857 року, була названа на честь сера Джамсетджі Джіджібгоя, бізнесмена та філантропа, який пожертвував 100 000 рупій для функціонування школи. Керування закладом здійснював комітет на чолі з головним суддею Бомбея. Перший урок у школі був з малювання, і він розпочався 2 березня 1857 року. Заняття проходили в будівлі Ельфінстоунського коледжу. В 1865 році директором школи став Джон Гріффітс. Пізніше він прославився копіюванням фресок у храмовому комплексі Аджанта. Цей проект тривав з 1872 по 1891 рік і в ньому були задіяні студенти Школи.
У 1866 році управління школою перейшло до уряду Індії. Також у 1866 році Джон Локвуд Кіплінг, який став професором школи в 1865 році, заснував три майстерні для декоративного живопису,  моделювання і декоративних робіт з кованого заліза, і став їх першим деканом. Він був батьком письменника Редьярда Кіплінга, який народився на території школи. У 1878 році школа переїхала у власну будівлю, де і знаходиться зараз. Будівля була спроектована архітектором Джорджем Твігге Молісі у стилі неоготичної архітектури. Шкільний кампус, у тому числі будинок Кіплінга, більш відомий як Бунгало декана, класифікований урядом штату Магараштра як об’єкт культурної спадщини II ступеня, і піддався реставрації в 2002-2006 роках і знову в 2008 році.
Викладання малювання як предмет було введено в 1879 році, а програма підготовки вчителів малювання була розпочата в 1893 році. У 1891 році були засновані художні майстерні лорда Рея (нині відомі як Департамент художніх ремесел).

### 1900-ті роки
Школа мала традиції в архітектурі. У 1900 році школа запропонувала свій перший курс з архітектури, який викладав Джон Бегг, пізніше архітектор-консультант Бомбея та уряду Індії. Повна 4-річна програма була створена в 1908 році під керівництвом асистента Бегга Джорджа Віттета. У 1917 році архітектор Клод Батлі став запрошеним професором; він був директором школи з 1923 по 1943 роки, і вшановується в Архітектурній галереї Клода Батлі для архітектурних виставок, відкритій у 1996 році.
У 1896 р. були додані рисувальні класи — ядро архітектурного факультету. Пізніше цей відділ був організований для 3-річного дипломного курсу, який був належним чином визнаний Радою Королівського інституту британських архітекторів.
У 1910 році для поглибленого вивчення ремесел було створено класи досліджень та лабораторії сера Джорджа Кларка; першим ремеслом, яке почали вивчати, було гончарство. У 1929 році завідувач Школи був перейменований на «Директора», а в 1935 році було відкрито також відділення комерційного мистецтва.
У 1937 році М. Р. Ачарекар був призначений заступником директора і продовжував займати цю посаду до 1939 року. Шрі В. С. Адуркар був першим індійським керівником школи, змінивши на посаді директора Клода Батлі в 1943 році.

### Після здобуття незалежності
У 1958 році школа була розділена, а факультети архітектури та прикладного мистецтва стали Архітектурним коледжем сера Джей Джея та Інститутом прикладного мистецтва сера Джей Джея відповідно.
У 1981 році школа стала філією Мумбайського університету.

## Список випускників
- Анжела Тріндаді
- А. Р. Хе (1919–2008)
- А.А. Райба (1922–2016)
- Акбар Падамсі (1928–2020), художник
- Абід Сурті (нар. 1935)
- Амол Палекар (нар. 1944), актор
- Антоніо П’єдаде да Круз (1895–1982), художник і скульптор[32]
- Арун Колаткар (1932–2004)
- Атул Додія (1959 р.н.)
- Б. В. Доші (1927–2023), архітектор
- Бхану Атхайя (нар. 1929), художник по костюмах
- Брендан Перейра (нар. 1928), рекламіст
- Дадасахеб Фалке (1870–1944), кінорежисер
- Дівіта Рай Міс Всесвіт Індія 2022
- Френсіс Ньютон Соуза (1924–2002), художник
- Ганпатрао К. Мхатре (1879–1947), скульптор[7]
- Говінд Солегаонкар (1912–1986), художник
- Хомай В’яравалла (1913–2012), фотожурналіст,[8]
- Джеймс Феррейра (нар. 1956), модельєр [33]
- Жатін Дас (нар. 1941), художник
- Джітіш Каллат (нар. 1974)
- Джастін Самарасекера (1916–2003), архітектор
- К. К. Хеббар (1911–1996)
- Калідас Шрестха (1923–2016)
- Лаксман Пай (1926–2021), художник[34]
- М.Ф. Хуссейн (1915–2011), художник[35]
- М.В. Дхурандхар, (1867 – 1944) художник, віце-директор школи
- Надія (нар. 1966), актор [36]
- Нана Патекар (нар. 1951), актор і режисер [37]
- Нітін Чандракант Десай, арт-директор і художник-постановник
- Пралхад Анант Донд (1908–2001), декан Школи мистецтв імені сера Дж. Дж. з 1958 р.
- Праміла Дандавате (1928–2001), соціалістична лідерка та член парламенту, Лок Сабха[14]
- проф. Самбхаджі Кадам (1932–1998)
- Р. Д. Раваль (1928–1980)
- Р.Верман (1947–2019)
- Радж Теккерей (нар. 1968), президент Махараштра Навнірман Сена
- Рам В. Сутар (нар. 1925), скульптор
- Ратнадіп Адіврекар (нар. 1974), художник
- Ріна Сайні Каллат (нар. 1973), художниця
- Ріяс Кому (нар. 1971), художник
- С. Х. Раза (1922–2016), художник
- Садананд Бакре (1920–1987), художник
- Сарю Доші (нар. 1932), історик мистецтва та лауреат премії Падма Шрі[15]
- Шаші Бікрам Шах (нар. 1940), непальський художник
- Шивкар Бапуджі Талпаде (1864–1916)
- Тіеб Мехта (1925–2009), художник
- Удай Шанкар (1900–1977), танцюрист[38]
- В. С. Гайтонде (1924–2001), художник[5]
- Ваман Тхакре (нар. 1932), фотограф і лауреат Падма Шрі[17]